# Charlie Parker Festival
Das Charlie Parker Festival ist ein jährlich seit 1992 an zwei und später drei Tagen am letzten Wochenende im August in New York City stattfindendes Jazz-Festival zu Ehren Charlie Parkers. Es wird seit 2003 von der Non-Profit-Organisation City Parks Foundation organisiert. Es findet in den Stadtteilen statt, in denen Parker wohnte (Harlem, Marcus Garvey Park, und Lower East Side, Tompkins Square Park). Der Eintritt ist frei. Die Musiker sind von internationalem Rang.
Es traten unter anderem auf Geri Allen, Cassandra Wilson, Chico Hamilton, Robert Glasper, Donald Harrison, Randy Weston, Joe Lovano, Jason Moran, David Fathead Newman, Roy Haynes, Jeff Tain Watts, Frank Wess, Cedar Walton, Gary Bartz, Papo Vázquez, Toots Thielemans, Kenny Garrett, Lee Konitz, René Marie und Sheila Jordan.
Das Festival gibt auch Kompositionen in Auftrag. Zum Beispiel 2013 Bird is the Word mit der Jimmy Heath Big Band.